# Aglianico del Taburno
L'Aglianico del Taburno est un vignoble italien, situé dans la région Campanie, doté d'une appellation DOC depuis le 29 octobre 1986. Seuls ont droit à la DOC les vins rouges et rosés récoltés à l'intérieur de l'aire de production définie par le décret.

## Aire de production
Les vignobles autorisés se situent en province de Bénévent dans les communes Apollosa, Bonea, Campoli del Monte Taburno, Castelpoto, Foglianise, Montesarchio, Paupisi, Torrecuso et Ponte ainsi qu'en partie dans les communes Benevento, Cautano, Vitulano et Tocco Caudio. 
Les vignobles se situent sur les pentes du mont Taburno à 40 km de Naples.

## Vins, appellations
Sous l’appellation, les vins suivants sont autorisés :
- Aglianico del Taburno rosso, un vin rouge
- Aglianico del Taburno rosso riserva, un vin rouge de qualité supérieur
- Aglianico del Taburno rosato, un vin rosé